# Banning (film)
Pour les articles homonymes, voir Banning.
Pour plus de détails, voir Fiche technique et Distribution.
Banning est un film dramatique américain réalisé par Ron Winston, sorti en 1967. Le film fut nommé à l'Oscar de la meilleure chanson originale.

## Synopsis
Le golfeur professionnel Mike Banning a arrêté la compétition. Pour aider un ami, il enseigne dans un club de golf privé. A son arrivée, deux jeunes femmes tombent amoureuses de lui mais il a jeté son dévolu sur Carol, qui est la maîtresse d'un autre joueur.

## Fiche technique
- Titre : Banning
- Réalisation : Ron Winston
- Scénario : Hamilton Maule et James Lee
- Photographie : Loyal Griggs
- Musique : Quincy Jones
- Société de production : Universal Pictures
- Pays de production :  États-Unis
- Format : Couleurs - 2,35:1 - Mono
- Genre : Film dramatique
- Durée : 102 minutes
- Dates de sortie : 
  - Allemagne de l'Ouest : 21 juillet 1967
  - États-Unis : 13 décembre 1967 (New York)
  - Pays-Bas : 22 février 1968

## Distribution
- Robert Wagner : Mike Banning
- Anjanette Comer : Carol Lindquist
- Jill St. John : Angela Barr
- Guy Stockwell : Jonathan Linus
- James Farentino : Chris Patton
- Susan Clark : Cynthia Linus
- Howard St. John : J. Pallister Young
- Mike Kellin : Harry Kalielle
- Gene Hackman : Tommy Del Gaddo
- Edmon Ryan : Stuart Warren